# Pikolinsav
A pikolinsav szerves vegyület, képlete C5H4NCOOH. A piridin származéka a 2. helyen karbonsav (COOH) szubsztituenssel. A nikotinsav és az izonikotinsav izomerje, melyekben a karboxilcsoport a 3. és 4. helyen van. Fehér, vízben kissé oldódó szilárd anyag.
Szerves szintézisekben a Micunohu- és a Hammick-reakció szubsztrátjaként használatos.

## Koordinációs kémia
A pikolinsav bidentát kelátképző anyag, mely cinkkel, krómmal, mangánnal, rézzel, vassal és molibdénnel képez emberben kelátot.:72 Számos komplex semleges, így lipofil. Abszorpcióban való szerepének felfedezése után a cink-pikolinát étrend-kiegészítők a hatékony cinkbevitel miatt terjedtek el.

## Előállítás
A pikolinsav 2-metilpiridinből állítható elő oxidációval például KMnO4 révén.

## Bioszintézis
A pikolinsav a triptofán katabolitja a kinurenin-útvonalban. Funkciója ismeretlen, de számos idegvédő, immunológiai és antiproliferációs hatást tulajdonítanak neki. Ezenkívül a Zn2+ és más két- vagy háromértékű ionok vékonybélen keresztül való felvételét is segítheti.

## Pikolinátok
A pikolinsav sói közé tartoznak:
- króm(III)-pikolinát
- cink-pikolinát

## Fordítás
Ez a szócikk részben vagy egészben  a   Picolinic acid című angol Wikipédia-szócikk ezen változatának fordításán alapul.  Az eredeti cikk szerkesztőit annak laptörténete sorolja fel. Ez a jelzés csupán a megfogalmazás eredetét és a szerzői jogokat jelzi, nem szolgál a cikkben szereplő információk forrásmegjelöléseként.